# Ivorra
Ivorra település Spanyolországban, Lleida tartományban. Ivorra Torà, Castellfollit de Riubregós, Estaràs, Sant Ramon és Sant Guim de la Plana községekkel határos. Lakosainak száma 100 fő (2024).

## Népesség
A település népessége az utóbbi években az alábbiak szerint változott:
| Lakosok száma | 146  | 454  | 322  | 244  | 189  | 151  | 136  | 115  | 104  | 100  |
|               | 1717 | 1887 | 1936 | 1960 | 1986 | 2004 | 2009 | 2014 | 2019 | 2024 |